# Question de temps (émission)
Question de temps était un magazine hebdomadaire d'actualité de la télévision publique française, alors en situation de monopole, enregistré au studio de la rue Cognacq-Jay et diffusé sur Antenne 2. Conçue, dirigée et présentée par Louis Bériot et Jean-Pierre Elkabbach, directeur de l'information de la chaîne, l'émission a alterné des épisodes jugés trop complaisants envers le pouvoir avec d'autres consacrés à des sujets de société jusque-là peu évoqués à la télévision.

## Thèmes abordés
- L'un des premiers numéros, diffusé en direct sur Antenne 2 le 8 juin 1977, permet au président Valéry Giscard d'Estaing de dialoguer  avec vingt-cinq élèves d'une classe de terminale d'un lycée lyonnais, peu de temps après le même type de dialogue, avec un panel de 70 Français dans l'émission Les Dossiers de l'écran, dans les deux cas « au coeur d'un dispositif pour servir ses intérêts »[3], qui renforce les critiques, dans le sillage de l'éviction de Maurice Siegel, directeur d’Europe 1, alors que les présidents de chaîne doivent « avoir l’aval du ministre de l’Intérieur » avant de nommer tout responsable de l’information[4].
- En 1977 aussi, il consacre une émission aux différents aspects de la mort[5].
- À partir de 1977 et les années suivantes, "Question de temps" consacre trois numéros aux questions énergétiques dont un sur les énergies douces[1].
- Le 14 juin 1978, Raphaël Cherchève, sophrologue, hypnotise des patients avec des techniques sophroniques, l'un pour qu'il arrête l'alcool, un autre en vue d'une intervention chirurgical et le dernier pour aider le patient à mieux vivre[6].
- Le 27 novembre 1978, trois semaines après qu'ait émergée l'idée d'un "bateau pour le Vietnam", clash entre André Glucksmann et René Andrieu, qui se lève et s'en va, devant Bernard Kouchner et la présidente du comité vietnamien pour la défense des droits de l'homme, André Glucksmann se levant ensuite à son tour pour partir aussi[2],[7]. Claude Sarraute, dans Le Monde du 29 novembre 1978, ironise sur un "incident bien parisien" dans un article titré "C'est lui qui a commencé";
- 8 janvier 1979, François Mitterrand est invité et il rappelle la nature même du Premier ministre dans les institutions : c'est lui conduit la politique de la nation, pas le président de la République[8].
- Le 10 décembre 1979, "Question de temps", prétendant faire œuvre "de pédagogie de crise", met à l’antenne un journal télévisé entièrement fictif[9]. Le public n’ayant pas bien vu la mention « fiction » en haut à gauche de l’écran, le standard fut bloqué. Derrière le présentateur PPDA apparait la reproduction gros plan d’une fausse dépêche AFP annonçant que l'Arabie saoudite "cesse définitivement toute exportation de pétrole"[9]. L'émission « Vive la crise! » sur Antenne 2 utilisera le même procédé le 22 février 1984, avec une énumération d'une série d’augmentations en tous genres et de restrictions drastiques des aides[9], dans une émission qualifiée de «Groland de droite», prêchant pour un tournant politique encore plus néolibéral[10].
- En 1979, le 5 novembre 1979, l’émission « Question de temps » s’interroge sur « ces hommes qui aiment les hommes » et diffuse un micro-trottoir à ce sujet[11];
- En 1979, l’émission « Question de temps » reçoit Jacques Attali, qui fait alors la promotion de son livre "L'ordre cannibale", avec Jean-Pierre Elkabbach[12].
- En 1979, l'émission reçoit Polanski, qui est interrogés syr son goût pour « les jeunes filles »[13];
- En septembre 1980, Question de temps est consacrée à "L'été polonais";
- En 1981, « Question de temps » est consacré le 25 janvier à « La France dans dix ans »[14];
- En janvier 1981, "Question de temps" est parti interviewer des membres de l'équipe du président américain élu en décembre 1980, Ronald Reagan, et propose des reportages sur le potentiel militaire des États-Unis[15];
- En février 1981, parmi les émissions spéciales qu'Antenne 2 consacre à la préparation de l'élection présidentielle, l'un des numéros de "Question de temps" aborde les questions de politique étrangère dans le débat électoral, avec un " Question de temps " au sujet du Zaïre et du Salvador le lundi 2 février 1980[16];

## Fin
Disparu des écrans de télévision en 1981, pour avoir trop fortement incarné le symbole de l'information télévisée suspecte de "giscardisme" et avoir vu son nom conspué à la Bastille le 10 mai 1981, Jean-Pierre Elkabbach perd cette émission et écrit un livre-plaidoyer avec Nicole Avril, sa femme, puis fait sa rentrée en 1982 sur les ondes d'Europe 1, avec "Découvertes", émission du début d'après-midi (15 h -16 h 30).